# یواس‌اس سن خوان (سی‌ال-۵۴)
یواس‌اس سن خوان (سی‌ال-۵۴) (به انگلیسی: USS San Juan (CL-54)) یک کشتی بود که طول آن ۵۴۱ فوت ۶ اینچ (۱۶۵٫۰۵ متر) بود. این کشتی  در سال ۱۹۴۱ ساخته شد.